# 黄屋屯镇
黄屋屯镇，是中华人民共和国广西壮族自治区钦州市钦南区下辖的一个乡镇级行政单位。

## 行政区划
黄屋屯镇下辖以下地区：
黄屋屯社区、屯西村、屯安村、屯胜村、屯利村、加其村、屯北村、大冲村、屯光村、屯南村、金竹村、圩埠村、田寮村、塘营村、屯显村、西显村和料连村。